# Angéle de la Barthe
Angéle de la Barthe († ca. 1220; † 1275 in Toulouse) war angeblich eine wohlhabende, den Katharern zugerechnete Frau aus Toulouse, die wegen Hexerei angeklagt und 1275 von der Inquisition zum Tode verurteilt wurde. In den populären Überlieferungen der folgenden Jahrhunderte ist sie die erste Frau, die während der mittelalterlichen Hexenverfolgungen wegen ketzerischer Zauberei und Teufelsbuhlschaft zum Tode verurteilt wurde.
Da sich der Vorfall nicht aus originalen Quellen in Toulouse belegen lässt, kann man davon ausgehen, dass die Geschichte, die erstmals in einer Chronik des 15. Jahrhunderts auftaucht, konstruiert wurde. Zeitlich passt die Geschichte in eine Phase am Ende des 13. Jahrhunderts, in der die Inquisition als Instrument der staatlichen Gewalt genutzt wurde, um die Besonderheiten der Feudalzeit auszulöschen, reale oder imaginierte Andersartigkeit zu unterdrücken und die Herrschaft im Languedoc zu stabilisieren.

## Hergang
Die Darstellung der Ereignisse folgt den Schilderungen der diversen Nacherzählungen.
Der Mönch Hugues de Beniols wurde 1275 der oberste Leiter der Toulouser Inquisition. Er führte in dem Jahr eine allgemeine Suche nach Ketzern, Magiern und Zauberern durch. Unter denen, die dabei angeklagt wurden, war auch die Donna Angéle de la Barthe. Sie war sechsundfünfzig Jahre alt und bildete sich ein, mit dem Teufel verkehrt zu haben, was sie den Nachbarn erzählt hatte, die sie wiederum der Inquisition meldeten. Als sie vor die Richter gebracht wurde, gestand sie nach entsprechender Folter, dass sie seit vielen Jahren jede Nacht von einem Dämon besucht würde. Sie fügte hinzu, dass aus diesem Verkehr ein monströses Wesen mit dem Kopf eines Wolfes und dem Schwanz einer Schlange hervorgegangen war, das nur Menschenfleisch aß. Um seinen Appetit zu stillen, hätte sie nachts Kinder entführt, die das Monster dann verschlang. Nach zwei Jahren verschwand das Ungetüm spurlos. Einige hätten, als sie diesem „Gespinst von albernen Schrecken“ zuhörten, Mitleid mit der Verirrung dieser unglücklichen Frau gehabt, aber die Inquisitoren überprüften die Aussage nicht. Wenn seit zwei Jahren eine große Anzahl von Kindern vermisst worden wäre, wäre das bekannt gewesen. Donna Angèle wurde nach dem Urteil der Inquisition dem Seneschall übergeben, der sie auf der Place Saint-Etienne in Toulouse lebendig verbrennen ließ, zusammen „mit einer Schar von Geisterbeschwörern, Zauberern, Hexenmeistern und Juden“.

## Nachleben
Judy Chicago widmete Angéle de la Barthe eine Inschrift auf den dreieckigen Bodenfliesen des Heritage Floor ihrer 1974 bis 1979 entstandenen Installation The Dinner Party. Die mit dem Namen Angéle de la Barthe beschrifteten Porzellanfliesen sind dem Platz mit dem Gedeck für Petronilla de Meath zugeordnet.